# Wibald van Stavelot
Wibald van Stavelot (prinsbisdom Luik, 1098 – Bitola in Pelagonië, 19 juli 1158) was een benedictijner abt in de middeleeuwen. Hij was vorst-abt in de rijksabdijen van Stavelot (1131-1158) en Corvey (1146-1158), alsook 40 dagen abt in Monte Cassino (1137).
Daarnaast was hij een wetenschapper, bouwheer en politicus. Hij was namelijk de invloedrijke raadsheer van keizer Lotharius III van het Heilige Roomse rijk en van Rooms-Duits koning Koenraad III van Hohenstaufen en medekoning Hendrik Berengarius; in mindere mate adviseerde hij keizer Frederik I Barbarossa van Hohenstaufen.

## Synoniemen
- Wibald van Stablo. Stablo is de Latijnse naam voor Stavelot.
- Wibald de Pré. Dit is een verwijzing naar zijn familie.

## Levensloop

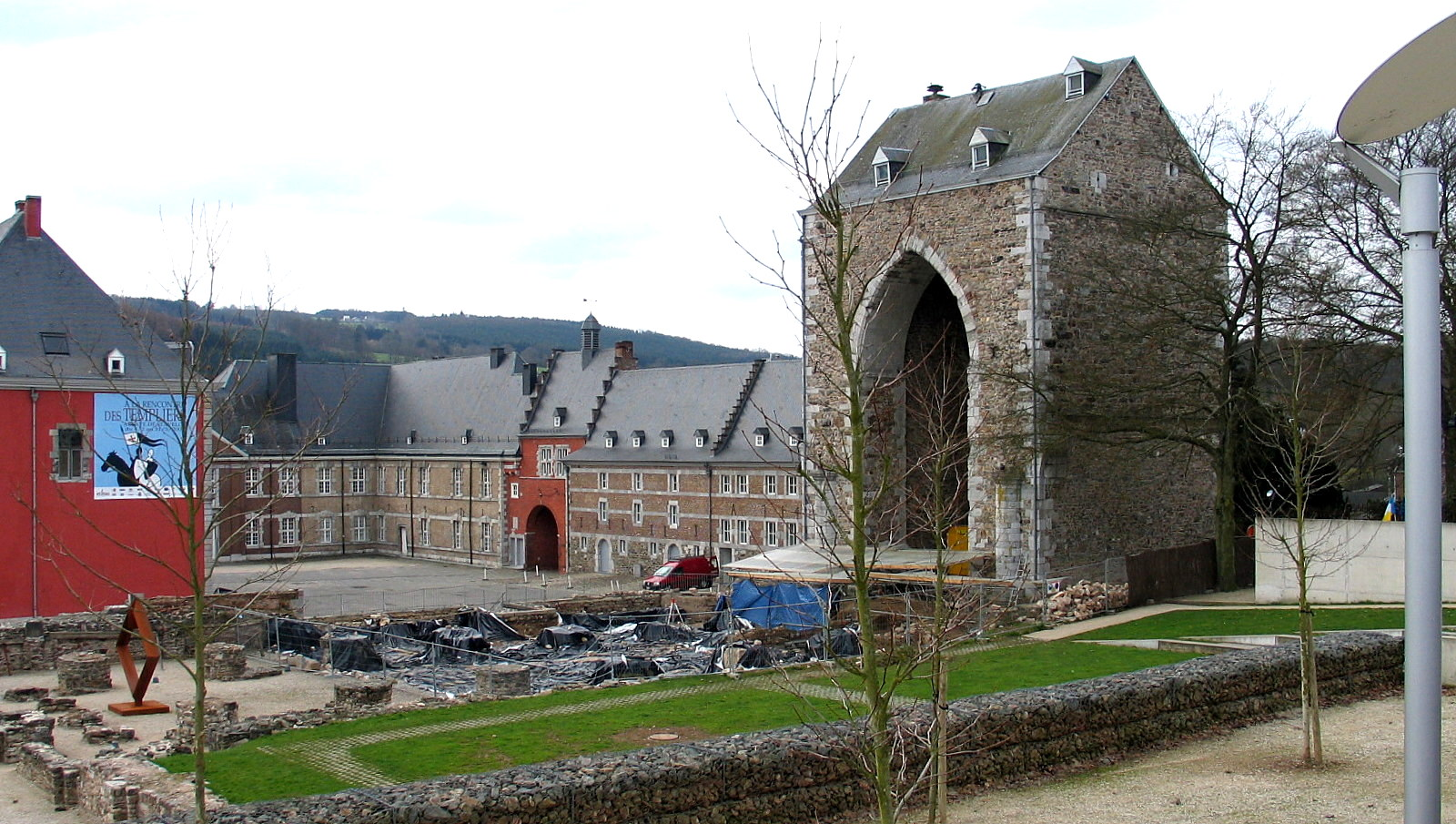
Abdij van Stavelot (België)

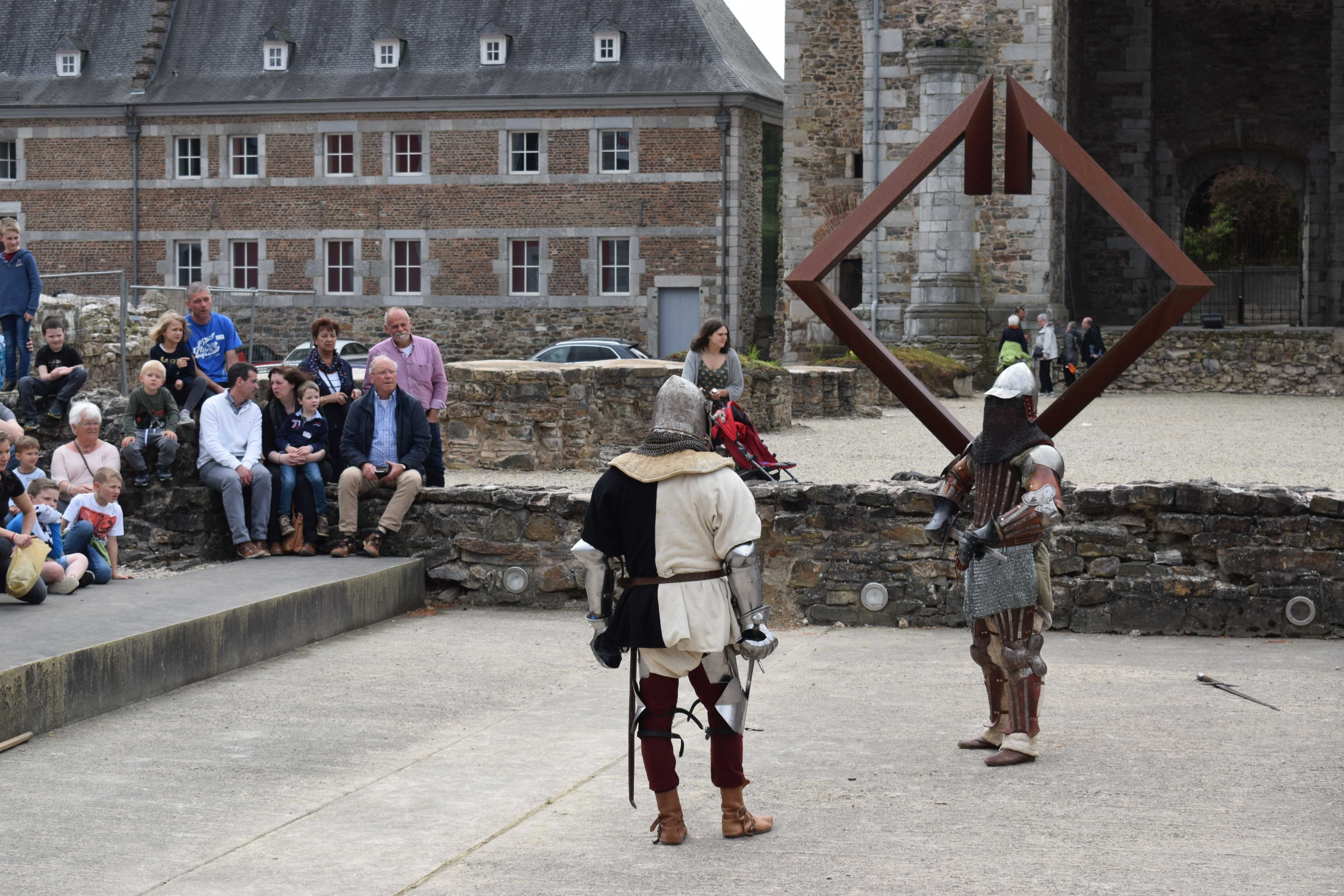
Evocatie van het middeleeuwse Stavelot

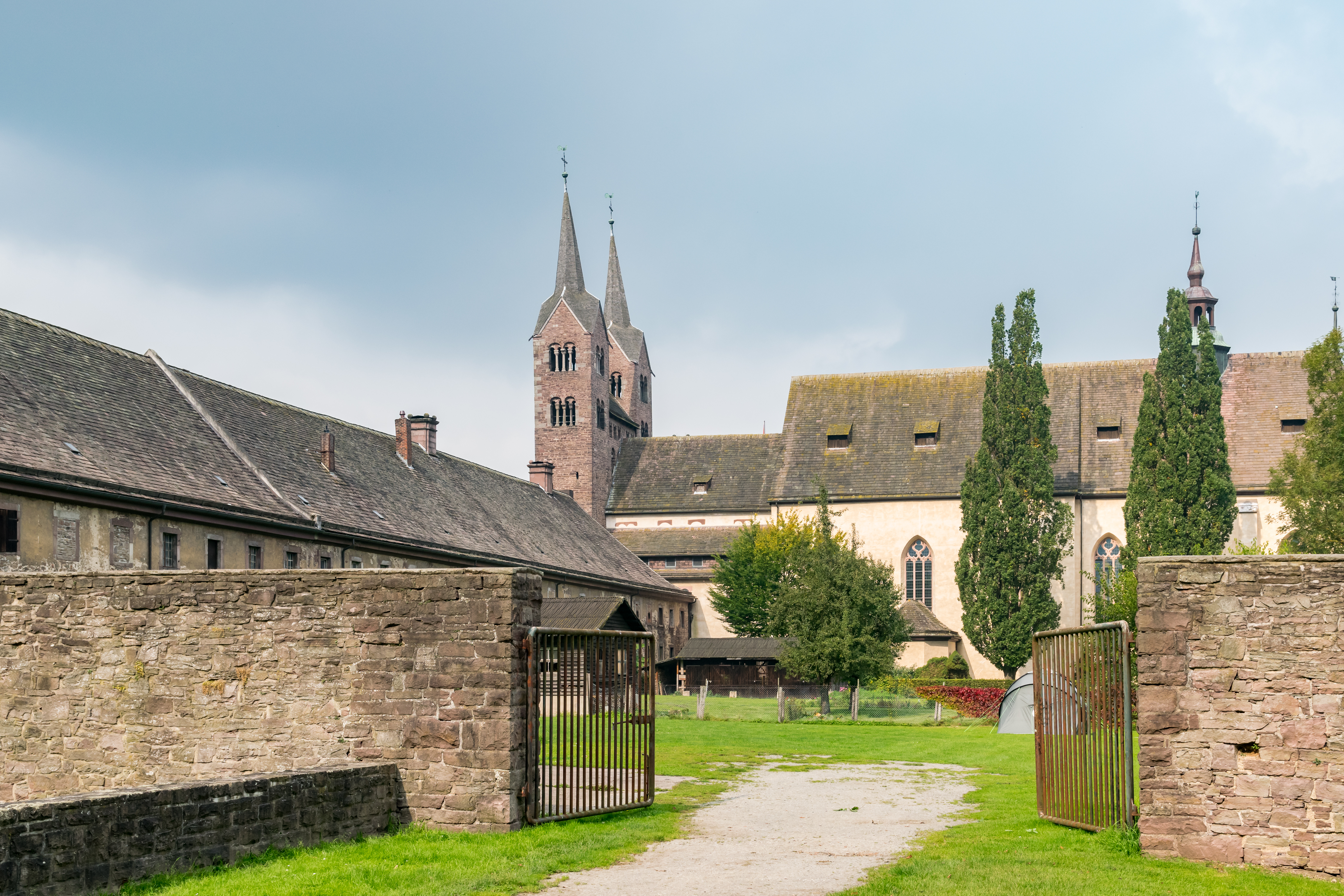
Abdij van Corvey (Duitsland)

Wibald werd geboren in de adellijke familie de Pré, in de buurt van de abdij van Stavelot. Hij volgde de abdijschool bij de benedictijnen van Stavelot en van Luik. In Luik kreeg hij les van abt Rupert van Deutz, een bekende theoloog (1115). In Luik deed hij ook wetenschappelijke kennis op, in de wiskunde, de medicijnen en de landbouwkunde. Hij trad in als benedictijner monnik in de abdij van Waulsort, nabij Namen, gelegen in het prinsbisdom Luik. Hij was er lesgever (1117-1118). Van 1118 tot 1130 was hij monnik in de abdij van Stavelot. Hij was er portier, archivaris en lesgever. 

### Abt onder keizer Lotharius III
Op 16 november 1130 verkoos het kapittel van Stavelot hem tot abt van Stavelot, wat hij verder heel zijn leven bleef. Abt Wibald herstelde de tucht en de orde in Stavelot, niet alleen intern maar ook met de verbonden Abdij van Malmedy. In 1135 verdedigde hij de bisschop van Luik, Alexander I van Gulik, voor het concilie van Pisa. Alexander werd beschuldigd van simonie en moest aftreden. Het pleidooi van abt Wibald was tevergeefs. Nochtans geraakte hij in contact met keizer Lotharius III, met wie hij mee op veldtocht naar Italië trok (1136). Het keizerlijk leger duwde de troepen van het koninkrijk Sicilië terug, die onder leiding stonden van de Normandiër Rogier II van Sicilië. Abt Wibald kreeg zelfs de ongewone taak om de vloot van de keizer aan te voeren. In de abdij van Monte Cassino, nabij de grens met het koninkrijk Sicilië, verjoeg de keizer de Siciliaans gezinde abt. De monniken verkozen Wibald tot hun nieuwe abt (19 september 1137). De Sicilianen dreigden thans met een invasie van het Heilig Roomse rijk en met een verwoesting van Monte Cassino. De keizer reisde terug naar Duitsland. Wibald bleef achter doch vreesde voor zijn leven in Monte Cassino. Hij vluchtte ’s nachts, zonder iemand te verwittigen op 2 november 1137. Hij keerde naar Stavelot terug.

### Abt onder koning Koenraad III
Door de dood van keizer Lotharius III (4 december 1137) kon abt Wibald zich profileren als een machtig politicus. De abt uit Stavelot beïnvloedde de verkiezing van de Rooms-Duitse koning. Het werd koning Koenraad III, uit de dynastie van de Hohenstaufen. Voor Wibald begon een leven in dienst van het Rijk. Hij reisde met de keizer van de ene rijksdag naar de volgende. Hij werkte op de aartskanselarij in Mainz en had 15 klerken als medewerkers. Honderden documenten liet Wibald opstellen. Het ging om correspondentie met paus en kardinalen, met Duitse vorsten en buitenlandse vorsten, alsook om oorkondes, diploma’s en bullen. 
Koning Koenraad III was zo tevreden, dat hij Wibald liet verkiezen tot abt van de rijksabdij Corvey (1146) in Saksen. Wibald combineerde dus twee ambten van abt, iets wat paus Eugenius III niet aanstond. In Corvey herorganiseerde Wibald de grote doch verkommerde abdij. Hij lanceerde bouw- en herstellingswerken. De lokale adel die grote diefstallen pleegde in de abdij riep hij een halt toe; hij kocht nieuwe kunstschatten aan voor Corvey. Ook fusioneerde hij de vrouwelijke abdijen van Kemnade en Fischbeck met Corvey. Dit liep niet eenvoudig, wat leidde tot klachten over hem tot in het pauselijk hof. Hoe dan ook consolideerde hij de macht van de rijksabdij Corvey, met pauselijke goedkeuring. In de zomer van 1147 was paus Eugenius III op doorreis door Duitse steden en wenste Wibald niet te ontmoeten. Daarom zond de paus Wibald voor 3 maanden op kruistocht tegen de Slaven in het oosten, een veldtocht zonder succes (1147).
Van mei 1147 tot mei 1149 was Koenraad III in het Midden-Oosten, tijdens de Tweede Kruistocht. Raadsheer Wibald was op het hoogtepunt van zijn politieke macht. Hij hield zich bezig met de opvoeding van de mede-koning Hendrik Berengarius en diens bruidskeuze. Hij ontwierp een plan om medekoning Hendrik te huwelijken met een Byzantijnse prinses, doch Hendrik stierf vroegtijdig (1150). Hij maakte zich in deze periode ook vijanden. Zo werd Wibald in deze periode van simonie beschuldigd: hij zou abdijschatten van Corvey geschonken hebben aan Koenraad III. Wibald kon de campagne tegen hem keren door persoonlijk de paus te lijf te gaan in Trier (december 1147) en in Reims (maart 1148). De kruistocht van Koenraad was een debacle en de paus bemoeide zich meer en meer met de Duitse adel.
Wibald bleef aan de macht als raadsheer, ondanks de aanvallen tegen hem en Koenraad III. In 1151 reisde Wibald naar Rome, een van zijn acht reizen naar Rome, om de paus te vragen zijn vriend en suzerein Koenraad III tot keizer te kronen. Koenraad stierf evenwel kort nadien, zonder keizerskroning. Wibald wenste zich te ontdoen van zijn abbatiaal ambt in Stavelot, omdat hij te veel ander werk had. De monniken van Stavelot vroegen hem aan te blijven, omdat hij hun contactpersoon bij het keizerlijk hof was. Wibald bleef aan.

### Abt onder keizer Frederik I Barbarossa
Met de verkiezing van Frederik, hertog van Zwaben, tot Rooms-Duitse koning (1152) verzwakte de politieke macht van Wibald onmiddellijk. Frederik, bijgenaamd Barbarossa, negeerde Wibald. Voor één materie deed Frederik I Barbarossa nog beroep op Wibald. Hij had Wibald nodig voor zijn ervaring en contacten met Byzantium, met name om een bruid voor hem te zoeken. In 1152 stuurde Wibald een brief van koning Frederik I naar Byzantium. Hij vroeg keizer Manuel I om de hand van diens nicht. Manuel antwoordde gunstig. 
In 1154 reisde Wibald met Frederik naar Italië voor diens kroning tot koning van Italië (1155) en keizer (1155). Datzelfde jaar stuurde Frederik Wibald op een verre reis naar Byzantium. Wibald kreeg de opdracht het huwelijk met de Byzantijnse prinses te regelen nu Frederik keizer geworden was. In 1156 keerde Wibald terug in Duitsland. Het bleek dat Wibald met een smoes naar Byzantium was gestuurd: Frederik was ondertussen gehuwd met Beatrix I van Bourgondië. De abdij van Corvey had bovendien vele diefstallen gekend, georganiseerd door lokale adel. Het regende ook klachten over een twist tussen de abdijen van Stavelot en Malmédy en tussen Corvey en de twee vrouwelijke abdijen. Volgens de gemaakte afspraken met Wibald maakte een Byzantijnse delegatie haar opwachting op de rijksdag van Würzburg in september 1157. Deze gezanten keerden onverrichter zake huiswaarts. De keizer beval Wibald om de gezanten op reis te vergezellen. Dit was voor Wibald de tweede reis naar Byzantium. Op de terugweg stierf hij in het noorden van Macedonië, in het plaatsje Bitolia. Dit overlijden verliep plots en onverwacht (1158).
In de abdij van Stavelot volgde Wibalds broer, Eriebald de Pré hem op. Eriebald verspreidde het gerucht dat de Byzantijnen zijn broer vergiftigd hadden, uit wraak voor de mislukte huwelijksovereenkomst. Het kostte Eriebald een jaar om het stoffelijk overschot van zijn broer over te brengen van Macedonië naar de Ardennen, naar Stavelot.

## Politieke ideeën
Wibald wenste een einde te maken aan het schisma van tegenpaus Anacletus II binnen het Heilig Roomse Rijk. Hij zag een samenwerking tussen het Rijk en het Byzantijnse Rijk als politieke leidraad. Hij stimuleerde pausen om de dreiging van het Normandisch-Siciliaans koninkrijk, en bijhorend Regno d’Africa, af te wenden. Hiertoe had hij de Rooms-Duitse keizer èn de Byzantijnse keizer nodig. Paus Eugenius III zag dit anders: hij zocht toenadering met de Sicilianen en abt Wibald liep hierbij in de weg.
Voor bepaalde Belgische historici in de 19e eeuw was Wibald een voorbeeld van hoogstaand moreel gedrag. Zij verwijzen hierbij naar zijn maatregelen voor tucht en organisatie. Voor Duitse historici was Wibald juist een voorbeeld van immoreel gedrag: een arrivist in dienst van de staat. Wibald heeft vaak een politiek evenwicht gezocht tussen de belangen van het pausdom en deze van het Rijk. Of hij dat evenwicht bereikt heeft, blijft een discussiepunt. Zo ijverde hij, tevergeefs, om de aartsbisschop van Keulen tot hertog van Neder-Lotharingen te maken, en dus nog meer wereldlijke macht te geven. Dit plan van Wibald werd nooit uitgevoerd.
- Bibliothèque nationale de France: cb13185463m (data)
- Catàleg d'autoritats de noms i títols de Catalunya: 981058513708706706
- Gemeinsame Normdatei: 118632213
- International Standard Name Identifier: 0000 0000 6138 7094
- Library of Congress Control Number: nr88000791
- Nationale Bibliotheek van Letland: 000220187
- Nationale Bibliotheek van Tsjechië: kup19980000111233
- Nationale Bibliotheek van Israël: 987007447382605171
- Nederlandse Thesaurus van Auteursnamen: 071460241
- Réseau des bibliothèques de Suisse occidentale: 02-A012425640
- SNAC: w6s219wd
- Système universitaire de documentation: 081534914
- Virtual International Authority File: 213109960
- WorldCat: E39PBJrWDXy3yVmgDdYXMgB9Dq